# 桜川 (茨城県南部)
桜川（さくらがわ）は、茨城県の南西部を流れ霞ヶ浦（西浦）へ流入する利根川水系の一級河川である。

## 概要
桜川市北部、岩瀬地区の鍬柄峠付近にある鏡ヶ池に源を発し南へ流れ、土浦市のJR土浦駅付近で霞ヶ浦に注ぐ。
桜川の名は磯部稲村神社付近でサクラの花びらが川面に浮かぶさまから命名されたものであり、世阿弥の謡曲「桜川」で有名である。磯部稲村神社を中心として、古くからの桜の名所であり「西の吉野と東の桜川」と並び称される。
茨城県には水戸市にも那珂川水系の「桜川」という川がある。同じ県内に同名の川があるのは偶然ではなく、徳川光圀が桜の名所である利根川水系の桜川から桜の木を水戸にある那珂川水系の川に移植し、「水戸の桜川」として敢えて同じ名前をつけたことによるものである。
約2万年前までは鬼怒川の本流が桜川を通り西浦へ流れ、大規模な峡谷（三角江）を作った。
1938年（昭和13年）6月29日の集中豪雨では、土浦町大町地内などで桜川の堤防が決壊。市街地一帯が水没した。

## 桜川の桜
桜川市磯部地区の磯部稲村神社参道周辺の桜川磯部公園の山桜は、「桜川」として国の名勝に、「桜川のサクラ」として国の天然記念物に指定されている。山桜は桜川匂、樺匂、初重桜、初見桜、大和桜、源氏桜、白雲桜、薄毛桜、青桜、青毛桜、梅鉢桜の十一種がある。

## 流域の自治体
茨城県
桜川市、筑西市、つくば市、土浦市

## 支流
- 布川
- 筑輪川
- 大川
- 泉川
- 仲沢川
- 山口川
- 二神川
- 男女川
- 寺沢
- 観音川
- 大川
- 湯の沢
- 寺沢
- 地蔵沢
- 宮沢
- 逆川
- 前川
- 八幡川
- 常願寺沢
- 上備前川

## 橋梁
- 茨城県道289号富谷稲田線
- 川端橋
- 茨城県道289号富谷稲田線
- 坂本橋
- 浩橋
- 桜橋（茨城県道・栃木県道257号西小塙真岡線）
- 谷中橋（国道50号）
- 青柳橋
- 山王橋（茨城県道307号岩瀬停車場線）
- 若宮橋（国道50号）
- 鍬田橋
- 立野橋（国道50号）
- 新橋
- 北関東自動車道
- 桜川橋梁（水戸線）
- 大和橋
- 羽田橋（茨城県道343号木崎雨引線）
- 樺穂橋（茨城県道149号横塚真壁線）
- 塙世橋（茨城県道7号石岡筑西線）
- 源法寺橋
- 中村橋（茨城県道148号東山田岩瀬線）
- 地蔵橋
- 桜橋（茨城県道14号筑西つくば線）
- 神明橋
- 筑真橋（茨城県道132号赤浜上大島線）
- 禊橋（茨城県道214号沼田下妻線）
- 巡見橋（国道125号）
- 泉山橋（茨城県道213号長高野北条線）
- 君島橋（茨城県道19号取手つくば線）
- 太田橋（茨城県道53号つくば千代田線）
- 桜橋（茨城県道200号藤沢豊里線）
- 栄利橋（茨城県道201号藤沢荒川沖線）
- 常磐自動車道
- 水神橋（茨城県道24号土浦境線）
- 桜川橋（国道6号土浦バイパス）
- 学園大橋（茨城県道24号土浦境線）
- 土浦橋（国道354号）
- 銭亀橋
- 匂橋
- 桜川橋（国道125号）
- 第1桜川橋りょう（常磐線） - 1943年（昭和18年）、この付近で土浦駅三重衝突事故が起こり、うち客車1両が桜川に転落、110名の死者と106名の負傷者が出た。
- 水郷橋